# Víctor Caballero
Víctor Caballero (* 26. August 1960) ist ein ehemaliger paraguayischer Tennisspieler.

## Leben
Caballero vertrat sein Land 1983 im Davis Cup. In der Partie der Weltgruppe gewann Paraguay gegen die stärker eingeschätzten Tschechoslowaken, die mit Ivan Lendl und Tomáš Šmíd angetreten waren. Caballero spielte im letzten Einzel, nachdem der Sieg Paraguays bereits festgestanden hatte, und verlor klar gegen Jaroslav Navrátil. Dies war sein einziger Auftritt im Davis Cup.
1988 trat Caballero bei den Olympischen Sommerspielen 1988 im Einzel und Doppel für Paraguay an. In beiden Partien schied er in der ersten Runde aus; im Einzel gegen den Inder Zeeshan Ali sowie an der Seite von Hugo Chapacú gegen die Doppelpaarung aus Simbabwe.
Seine höchste Notierung in der Tennis-Weltrangliste erreichte er 1982 mit Position 662 im Einzel.